# Gonatonotus
Gonatonotus is een geslacht van kreeftachtigen uit de klasse van de Malacostraca (hogere kreeftachtigen).

## Soorten
- Gonatonotus granulosus (MacGilchrist, 1905)
- Gonatonotus nasutus D. G. B. Chia & Ng, 2000
- Gonatonotus pentagonus White, 1847